# Gerd Sonntag (Künstler)
Gerd Sonntag (* 3. März 1954 in Weimar) ist ein deutscher Künstler, der neben der Schaffung von Gemälden und Glasarbeiten auch Gedichte veröffentlichte.

## Leben
Gerd Sonntag besuchte die Volks-Kunstschule in Jena bis 1973 und begann anschließend ein Studium an der Hochschule für Grafik und Buchkunst in Leipzig. 1980 bis 1982 war er Meisterschüler an der Akademie der Künste bei dem Bildhauer Professor Theo Balden. Von 1991 bis 1996 leitete Gerd Sonntag als Geschäftsführer und Gesellschafter die Berliner IMKABINETT Galerie (auch: Galerie Im Kabinett GmbH). Er war darüber hinaus stellvertretender Vorsitzender der Stiftung NEUE KULTUR in Berlin. Seit Mitte der 1990er Jahre beschäftigt sich der Künstler mit dem Werkstoff Glas und stellte im In- und Ausland aus.
Neben seiner Tätigkeit als bildender Künstler veröffentlichte Gerd Sonntag in den 1970er Jahren erstmals eigene Gedichte. 2003 erschien sein Buch Notwehr zur Sprache der deutschen Kunstkritik.
Gerd Sonntag hat eine Tochter.

## Werke

### Texte und Gedichte
- NOTWEHR. Fleisch und Geist im Kunstschrei. Der Kunstwissen schaffende Sprachverbrauch anhand von Textbeispielen des bekannten Autors Christoph Tannert und eines unbekannten Kritikers. (zur Sprache in der deutschen Kunstkritik). Ginkgo Park Mediengesellschaft für Wissenschaft und Kultur, 2003, ISBN 3-932463-20-X.
- Das Süffisante in der Kunst und die einsame Bilderstürmerin von Erfurt. In: Muschelhaufen Nr. 47/48. Viersen 2007. ISSN 0085-3593
- Totsein in einem Winkel der Stadt und andere Gedichte. In: Dimension 13.1, 1980, S. 268–273.

### Bilder
- Warten, Mischtechnik auf Papier, 1987, Sammlung Deutsche Bank
- Der Rote Junge mit dem Hund, 140 × 170 cm, Öl auf Hartfaser, 1987, Museum Junge Kunst, Frankfurt (Oder)

### Schriftbilder
- Schriftgarten, 150 × 120 cm, Öl auf Leinwand, 2003, Sammlung Augusta 664, Sao Paulo
- Ich, Leben, Arbeit, Kunst, Luxus, 285 × 220 cm, Spezialfarbe auf Metall, 2001, Sammlung K-PLUS, Lünen

### Arbeiten mit Glas
- Raumschiff Virus, gelandet, Höhe 65 × 45 × 35 cm, Glas 2003, Sammlung Pedro Hiller, Sao Paulo
- Das Auge, 47 × 17 × 24 cm, Glas, 2004, Botschaft der Bundesrepublik Deutschland in Paris
- Immerschön – Innen vergilbt/außen verbläut, 81,3 × 52,5 × 25 cm, Glas, 2005, Museum Reinhard Ernst in Wiesbaden[1]